# Trichromothrips walteri
Trichromothrips walteri är en insektsart som först beskrevs av J. C. Crawford 1941.  Trichromothrips walteri ingår i släktet Trichromothrips och familjen smaltripsar. Inga underarter finns listade i Catalogue of Life.